# 1 Syberyjski Korpus Armijny
1 Syberyjski Korpus Armijny (ros. 1-й Сибирский армейский корпус) – jeden ze związków operacyjno-taktycznych  armii Imperium Rosyjskiego.
Sformowany w maju 1900 roku. Wchodził w skład Nadamurskiego Okręgu Wojskowego. W 1917 roku w czasie zebrania żołnierze wydali rezolucję popierającą hasło Cała władza w ręce Rad. Korpus rozformowano na początku 1918 roku. 

## Dowódcy Korpusu
- gen. por. Michail M. Pleškov (11 maja 1912 - 3 lipca 1917)
- gen. por. Jevgenij A. Iskrickij (od 3 lipca 1917)

## Struktura organizacyjna
Organizacja w 1914
- dowództwo i sztab – Ussuryjsk
- 1 Syberyjska Dywizja Piechoty
- 2 Syberyjska Dywizja Piechoty
- Usuryjska Brygada Kawalerii
- 1 Syberyjski dywizjon  artylerii haubic
- 1 Syberyjski ciężki dywizjon artylerii
- 1 Syberyjski batalion saperów
- 1 Syberyjska kompania telegraficzna
- Syberyjska kompania aeronautyczna

## Podporządkowanie
- 10 Armii (od 2 sierpnia 1914 i 27 sierpnia - grudzień 1916)
- 2 Armii (od 22 września 1914)
- 5 Armii (10 października - 15 listopada 1914)
- 1 Armii (15 grudnia 1914 - 21 lipca 1915 i 18 września 1915 - 1 lutego 1916)
- 2 Armii (12 sierpnia - 1 września 1916 i 13 lutego - 1 lipca 1916)
- Armii Specjalnej (od 17 lipca 1916)
- 3 Armii (1 sierpnia 1916)